# HD 37643
HD 37643，又名BD-17 1199，SAO 150652、HR 1944，是一颗恒星，视星等为6.38，位于銀經221.62，銀緯-23.71，其B1900.0坐标为赤經5h 34m 51.8s，赤緯-17° -23.71′ 19″。